# 라비강

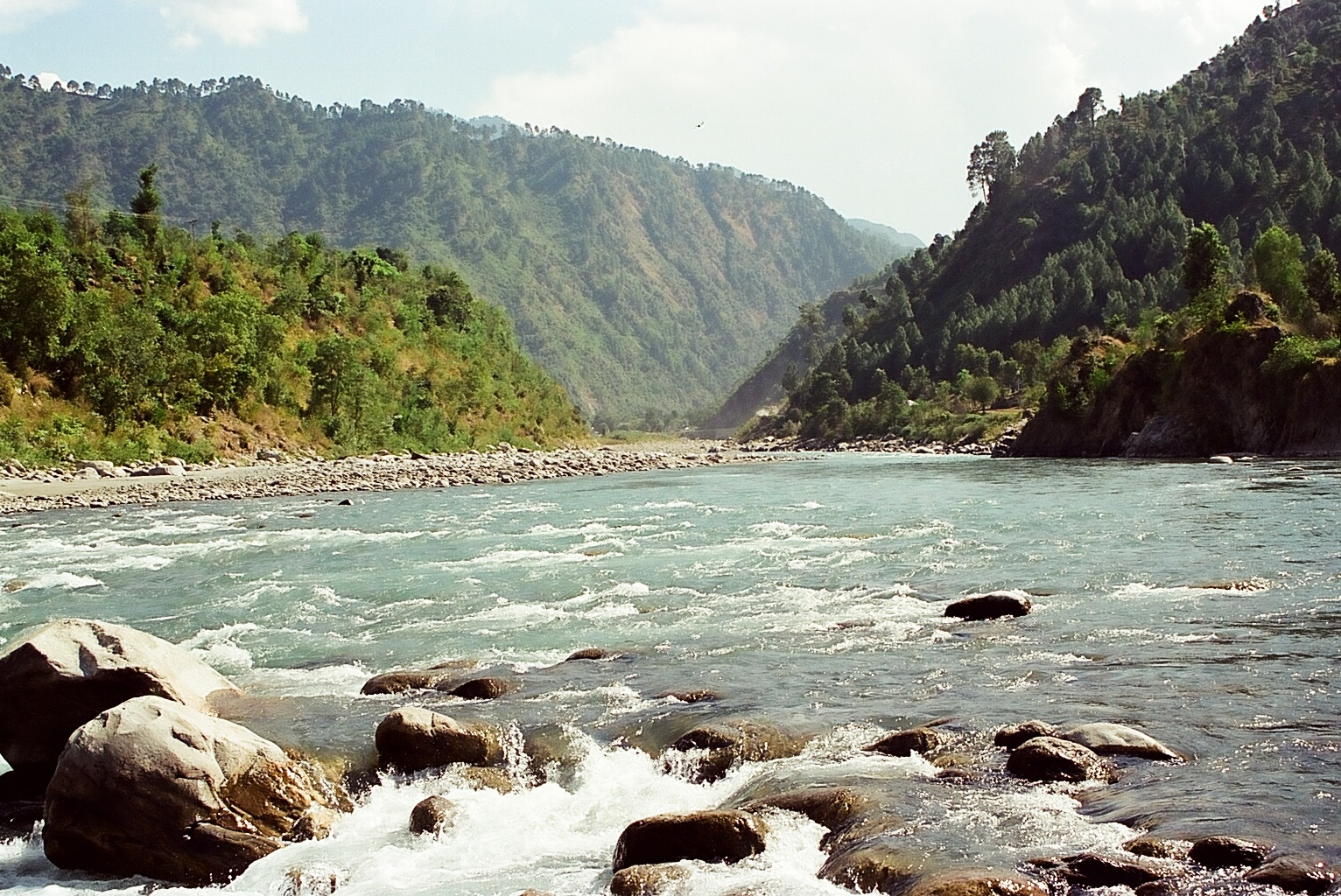

라비강(펀자브어: ਰਾਵੀ, 우르두어: راوی)은 펀자브 평원을 지나는 강이다. "펀자브"는 다섯 강을 의미하는 데 라비강은 그 가운데 하나다. 히말라야산맥에서 발원하여 북서쪽으로 흐르다가 남서쪽으로 방향을 바꿔 펀자브 평원으로 흐르는데, 인도와 파키스탄 국경을 이루다가 파키스탄으로 흘러들어가기 직전에 체나브강과 합류한다.
강의 총길이는 약 700 km이다.
라비강의 수자원은 인도와 파키스탄간의 물협약에 의해 인도에서 관리,사용한다.